# Логаритмар
Логаритмар (шибер) је справа за рачунање логаритмима која може да обавља различите основне рачунске операције, осим сабирања и одузимања. 
Замисао о конструкцији логаритмара се појављује 1620. (Енглез Едмунд Гантер). Пружни логаритмар у облику лењира даје 1657. Сет Партриџ, та врста се надаље највише користи.

## Начин рада и конструкција
Састоји се од две летвице истих дужина од којих шира има у себи усечен жлијеб по којем клизи ужа летвица. Поврх шире летвице такође по жлијебу клизи провидна плочица на којиј је уцртана танка линија која служи за исчитавање резултата. На обе летвице, подужно, је уписано више редова бројева који служе за рачунање.
Рачунање се спроводи померањем уже летвице дуж веће при чему се задати бројеви множе, деле, дижу на други и трећи степен, вади корен, вади кубни корен, одређује реципрочна вредност, израчунава природни логаритам, израчунава вредност синуса и косинуса и тако даље. Бројеви на шиберу су записани по логаритамској скали, због чега је он посебно добро прилагођен „мултипликативним операцијама“ и неподесан за „адитивне“ (сабирање и одузимање).
Шибери су се правили од дрвета а касније од пластике. Постоји више модела шибера према томе које рачунске опрације раде. Примера ради модел шибера „Дармштат“ користили су електроинжењери јер је поред наведених операција на основу пречника жице израчунавао одмах и површину пресека, претварао киловате у коњске снаге и сл. 
Шибери су се производили у стандардним димензијама 12.5 и 25 cm дужине, много ређе 50 cm. Тачност тј. број важећих цифара је код модела од 12.5 cm био две а код модела 25 cm три цифре. Постојали су и кружни логаритмари.

## Тачност
Под важећом цифром се подразумевало број првих цифара које се могу сматрати тачним. На пример ако бисмо помножили на шиберу 2.17x3.45 добили бисмо да је резултат 7.48 – остале цифре се нису могле очитати, док употребом дигитрона добијамо да је резултат 7.4865.
Шибер је на крају увек могао да се користи и као лењир јер је имао нанете сантиметре и оборену ивицу за цртање.